# Campylaspis intermedia
Campylaspis intermedia är en kräftdjursart som beskrevs av Hansen 1920. Campylaspis intermedia ingår i släktet Campylaspis och familjen Nannastacidae. Inga underarter finns listade i Catalogue of Life.